# Yves Courage

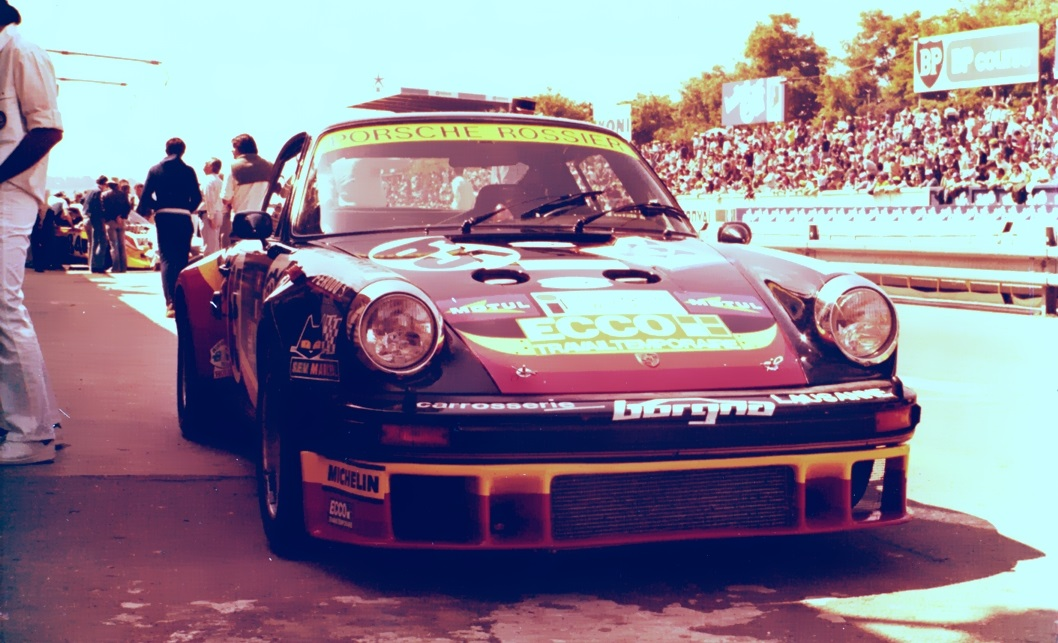
Der Porsche 930 von Joël Laplacette, Antoine Salamin, Yves Courage und Gérard Vial beim 24-Stunden-Rennen von Le Mans 1978

Emilienne Yves Courage (* 27. April 1948 in Le Mans) ist ein ehemaliger französischer Automobilrennfahrer, Rennwagenkonstrukteur und Rennstallbesitzer.

## Karriere als Rennfahrer
In Le Mans geboren, kam Yves Courage schon in jungen Jahren mit dem 24-Stunden-Rennen von Le Mans, das seit 1923 in seiner Heimatstadt ausgefahren wurde, in Berührung. Sein erstes Rennen in Le Mans bestritt er 1977, ⁣⁣ mit 29 Jahren spät. In diesem Alter hatten viele Rennfahrer seiner Generation bereits den Höhepunkt deren Karrieren erreicht. In Le Mans fuhr er gemeinsam mit Joël Laplacette und André Gahinet einen Porsche 911 Carrera RSR. Das Rennen endete nach einem defekten Gleichlaufgelenk vorzeitig am Sonntagvormittag.
Nach zwei weiteren erfolglosen Versuchen 1978 und 1980, gab es die erste Zielankunft des Franzosen bei diesem Rennen 1981 mit dem 18. Gesamtrang. 1982 bestritt er neben dem Le-Mans-Rennen auch das 1000-km-Rennen am Nürburgring und das 1000-km-Rennen von Spa-Francorchamps. Das Einsatzfahrzeug, der Cougar C01 mit einem 3,3-Liter-Cosworth-V8-Motor, war der erste Rennwagen, der unter der Federführung von Courage im eigenen Rennteam entstanden war. Auf der Nordschleife des Nürburgrings fuhr er gemeinsam mit Patrick Gaillard und Jean-Philippe Grand. Nach einem 23. Startplatz im Training fiel das Trio schon in der ersten Runde nach einem Aufhängungsschaden aus. Die Rennveranstaltung in Spa beendete er gemeinsam mit Nick Faure und dem Belgier Hervé Regout nach vielen Problemen und mehreren unplanmäßigen Boxenstopps als 21. der Endwertung.
Zu diesem Zeitpunkt war Courage schon Rennfahrer und Teamchef in Personalunion und zählte einige Jahre später zu dem illustren Kreis der Rennfahrer, die Rennwagen fuhren, die den eigenen Namen trugen.
Die beste Platzierung als Fahrer abseits des 24-Stunden-Rennens von Le Mans war der neunte Rang beim 500-km-Rennen von Watkins Glen 1984, eingefahren auf einem Cougar C02 und den Teamkollegen John Jellinek und Alain de Cadenet. Die große Stunde als Fahrer in Le Mans schlug 1987 als er das Rennen als Gesamtdritter beenden konnte. Gleich nach dem Rennen gab er seinen Rücktritt als Fahrer bekannt.

## Rennstallbesitzer und Teamchef
1981 gründete Courage ein Unternehmen für Rennwagenbau. Aus der Automotive Engineering Team Mancelle wurde später Courage Compétition. Das erste Rennfahrzeug war der Cougar C01. Ab 1988 erhielten die Sportwagen-Prototypen den Namen des Teamchefs. Von 1995 bis 1999 lieferte Porsche die Motoren und technische Komponenten für die Fahrzeuge. Danach wurden Nissan und Peugeot Turbomotoren in den Wagen eingebaut.
Die größten internationalen Erfolge feierte er als Teamchef wie als Fahrer in Le Mans. 1995 wurden Bob Wollek, Mario Andretti und Eric Hélary im Courage C34 Gesamtzweite. Ein möglicher Sieg wurde in den frühen Abendstunden durch einen Dreher mit Einschlag in die Leitplanken von Andretti vergeben. Durch die notwendige Reparatur verlor das Team viele Runden an der Box, konnte den Rückstand durch eine grandiose Aufholjagd auf den siegreichen Mclaren F1 GTR von Yannick Dalmas, Masanori Sekiya und JJ Lehto aber eine Runde verkürzen.
Ab 1996 produzierte Courage Rennwagen für Privatteams, die von diesen in unterschiedlichen Klassen bei Sportwagenrennen in Europa und den USA zum Teil sehr erfolgreich eingesetzt wurden. 2007verkaufte Courage sein Unternehmen an den ORECA-Rennstall von Hugues de Chaunac. Die Projekte LC70 und LC75 wurden noch umgesetzt, dann verschwand der Name Courage endgültig von den Rennpisten.

## Privates
Mit der Typenbezeichnung LC bei den Rennwagen LC70 und 75 wurde der 2004 verstorbenen Ehefrau von Yves Courage, Lillian, die Ehre erwiesen.

## Statistik

### Le-Mans-Ergebnisse
| Jahr | Team                 | Fahrzeug                | Teamkollege         | Teamkollege           | Teamkollege | Platzierung             | Ausfallgrund     |
| ---- | -------------------- | ----------------------- | ------------------- | --------------------- | ----------- | ----------------------- | ---------------- |
| 1977 | Joël Laplacette      | Porsche 911 Carrera RSR | Joël Laplacette     | André Gahinet         |             | Ausfall                 | Gleichlaufgelenk |
| 1978 | Joël Laplacette      | Porsche 930             | Joël Laplacette     | Antoine Salamin       | Gérard Vial | Ausfall                 | Unfall           |
| 1980 | Jean-Philippe Grand  | Chevron B36             | Jean-Philippe Grand |                       |             | Ausfall                 | Unfall           |
| 1981 | Jean-Philippe Grand  | Lola T298               | Jean-Philippe Grand |                       |             | Rang 18 und Klassensieg |                  |
| 1982 | Courage Compétition  | Cougar C01              | Jean-Philippe Grand | Michel Dubois         |             | Ausfall                 | Getriebeschaden  |
| 1983 | Primagaz             | Cougar C01B             | Alain de Cadenet    | Michel Dubois         |             | Ausfall                 | Motorschaden     |
| 1984 | Primagaz             | Cougar C02              | John Jellinek       | Michel Dubois         |             | Ausfall                 | Ölpumpe          |
| 1985 | Primagaz             | Cougar C12              | Alain de Cadenet    | Jean-François Yvon    |             | Rang 20                 |                  |
| 1986 | Primagaz Team Cougar | Cougar C12              | Alain de Cadenet    | Pierre-Henri Raphanel |             | Rang 18                 |                  |
| 1987 | Primagaz Compétition | Cougar C20              | Hervé Regout        | Pierre-Henri Raphanel |             | Rang 3                  |                  |

### Einzelergebnisse in der Sportwagen-Weltmeisterschaft
| Saison | Team                | Rennwagen             | 1   | 2   | 3   | 4   | 5   | 6   | 7   | 8   | 9   | 10  | 11  | 12  | 13  | 14  | 15  | 16  |
| ------ | ------------------- | --------------------- | --- | --- | --- | --- | --- | --- | --- | --- | --- | --- | --- | --- | --- | --- | --- | --- |
| 1978   | Joël Laplacette     | Porsche 930           | DAY | SEB | MUG | TAL | DIJ | SIL | NÜR | LEM | MIS | DAY | WAT | VAL | ROD |     |     |     |
| 1978   | Joël Laplacette     | Porsche 930           |     |     |     |     | DNF |     |     |     |     |     |     |     |     |     |     |     |
| 1980   | Jean-Philippe Grand | Chevron B36           | DAY | BRH | SEB | MUG | MON | RIV | SIL | NÜR | LEM | DAY | WAT | SPA | MOS | ROA | VAL | DIJ |
| 1980   | Jean-Philippe Grand | Chevron B36           |     |     |     |     | DNF |     |     |     |     |     |     |     |     |     |     |     |
| 1981   | Jean-Philippe Grand | Lola T298             | DAY | SEB | MUG | MON | RIV | SIL | NÜR | LEM | PER | DAY | WAT | SPA | MOS | ROA | BRH |     |
| 1981   | Jean-Philippe Grand | Lola T298             |     |     |     |     | 18  |     |     |     |     |     |     |     |     |     |     |     |
| 1982   | Courage Compétition | Cougar C01            | MON | SIL | NÜR | LEM | SPA | MUG | FUJ | BRH |     |     |     |     |     |     |     |     |
| 1982   | Courage Compétition | Cougar C01            |     |     | DNF | DNF | 21  |     |     |     |     |     |     |     |     |     |     |     |
| 1983   | Primagaz            | Cougar 01             | MON | SIL | NÜR | LEM | SPA | FUJ | KYA |     |     |     |     |     |     |     |     |     |
| 1983   | Primagaz            | Cougar 01             | DNF |     |     |     |     |     |     |     |     |     |     |     |     |     |     |     |
| 1984   | Primagaz            | Cougar C01 Cougar C02 | MON | SIL | LEM | NÜR | BRH | MOS | SPA | IMO | FUJ | KYA | SAN |     |     |     |     |     |
| 1984   | Primagaz            | Cougar C01 Cougar C02 |     | 17  | DNF |     |     |     |     |     |     |     |     |     |     |     |     |     |
| 1985   | Primagaz            | Cougar C12            | MUG | MON | SIL | LEM | HOK | MOS | SPA | BRH | FUJ | SEL |     |     |     |     |     |     |
| 1985   | Primagaz            | Cougar C12            |     |     |     | 20  |     |     | 21  |     |     |     |     |     |     |     |     |     |
| 1986   | Primagaz            | Cougar C12            | MON | SIL | LEM | NÜN | BRH | JER | NÜR | SPA | FUJ |     |     |     |     |     |     |     |
| 1986   | Primagaz            | Cougar C12            |     | DNF | 18  |     |     |     |     |     |     |     |     |     |     |     |     |     |
| 1987   | Primagaz            | Cougar C20            | JAR | JER | MON | SIL | LEM | NÜN | BRH | NÜR | SPA | FUJ |     |     |     |     |     |     |
| 1987   | Primagaz            | Cougar C20            |     |     |     | DNF | 3   |     |     |     |     |     |     |     |     |     |     |     |